# Електропривреда Републике Српске
Електропривреда Републике Српске (ЕРС) јесте предузеће са високим учешћем државног капитала које се бави производњом, дистрибуцијом и продајом електричне енергије и управљањем електроенергетским системом Републике Српске.
Сједиште Електропривреде је у Требињу.

## Историја
Електропривреда Републике Српске је основана одлуком Народне скупштине Републике Српске од 2. јуна 1992. године као јединствено јавно предузеће за производњу, пренос и дистрибуцију електричне енергије са привременим сједиштем у Палама. Према Закону о електропривреди (1997) послује под фирмом „Јавно матично државно предузеће Електропривреда Републике Српске са потпуном одговорношћу” са сједиштем у Српском Сарајеву. Органи ЈМДП ЕРС са п.о. били су: Управни одбор као орган управљања, генерални директор као орган пословођења и Надзорни одбор као орган надзора. Органе је именовала и разрјешавала Влада Републике Српске. Електропривреда је за обављање својих дјелатности оснивала зависна државна електропривредна предузећа и управљала њима.
Одлуком Владе Републике Српске од 30. децембра 2005. године, у циљу организовања мјешовитог холдинга у области електропривреде, одређено је да Република Српска као акционар у тадашњој Електропривреди Републике Српске а. д. Требиње уноси улог у правима у основни капитал који чине пакети акција државног капитала у основном капиталу акционарских друштава производње, акционарских друштава дистрибуције електричне енергије и акционарском друштву Истраживачко-развојни центар електроенергетике (ИРЦЕ). На основу извршеног улога у основни капитал акционарских друштава тадашња Електропривреда Републике Српске а. д. Требиње постала је матично предузеће, а акционарска друштва су постала зависна предузећа. Матично предузеће и зависна предузећа су повезана у систем Мјешовитог холдинга.

## Холдинг
Мјешовити холдинг Електропривреду Републике Српске чини Матично предузеће и 11 зависних предузећа. Пет је предузећа која се баве производњом електричне енергије, пет предузећа за дистрибуцију електричне енергије и Истраживачко-развојни центар електроенергетике (ИРЦЕ).
Пет зависних предузећа која се баве производњом електричне енергије су:
- ЗП Хидроелектране на Требишњици а. д. Требиње;
- ЗП Хидроелектране на Дрини а. д. Вишеград;
- ЗП Хидроелектране на Врбасу а. д. Мркоњић Град;
- ЗП Рудник и термоелектрана Гацко а. д. Гацко;
- ЗП Рудник и термоелектрана Угљевик а. д. Угљевик.

Пет зависних предузећа за дистрибуцију електричне енергије су:
- ЗП Електрокрајина а. д. Бања Лука;
- ЗП Електро Добој а. д. Добој;
- ЗП Електро-Бијељина а. д. Бијељина;
- ЗП Електродистрибуција а. д. Пале;
- ЗП Електро-Херцеговина а. д. Требиње.

Структура капитала код зависних предузећа је: 65% учешће Матичног предузећа, 20% ваучери, 10% ПИО и 5% реституција. Структура капитала код ИРЦЕ је: 14% државни капитал, 51% учешће Матичног предузећа, 20% ваучери, 10% ПИО и 5% реституција. Структура капитала код Матичног предузећа је 100% државно власништво.